# Ariel Quiroga

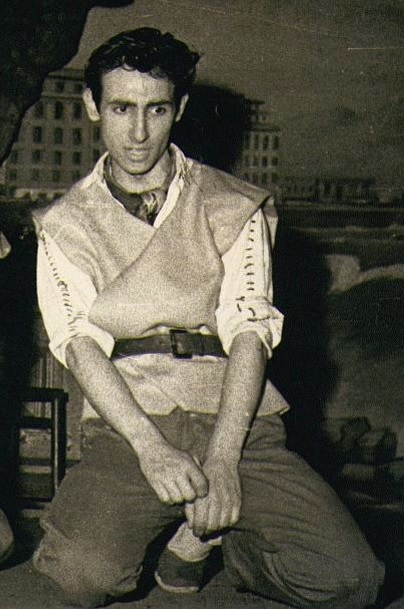
Ariel Quiroga en el conjunto Delfos 1957

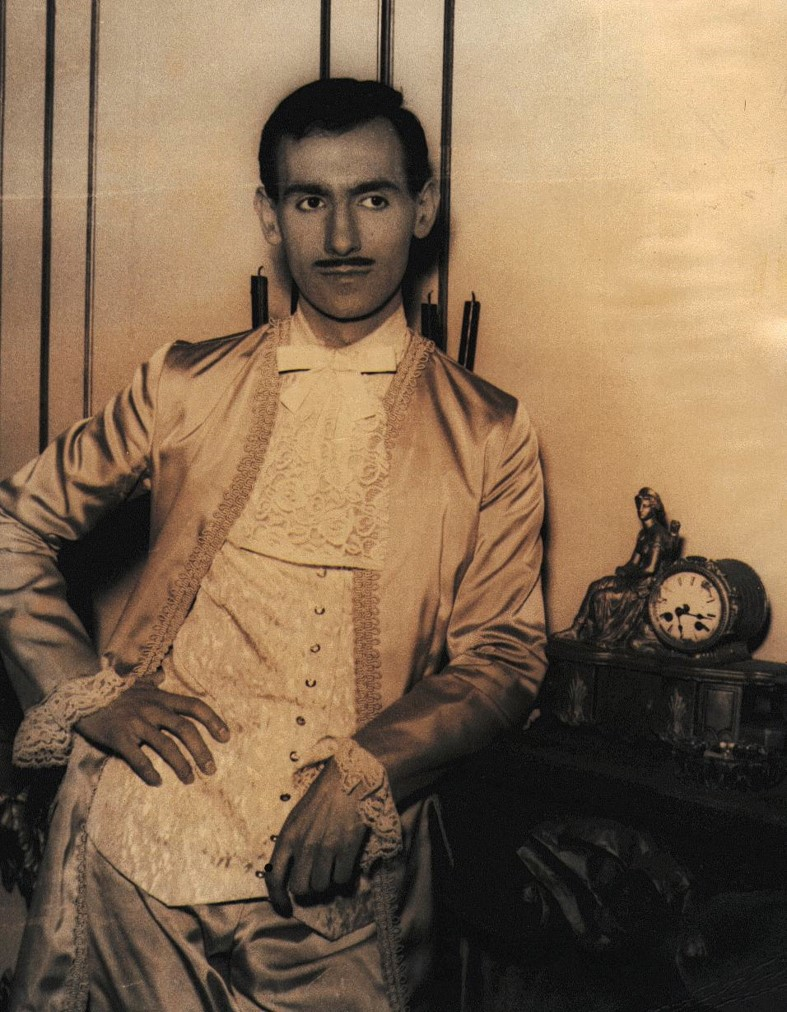
Ariel Quiroga en una obra de Jean Anouilh en 1963

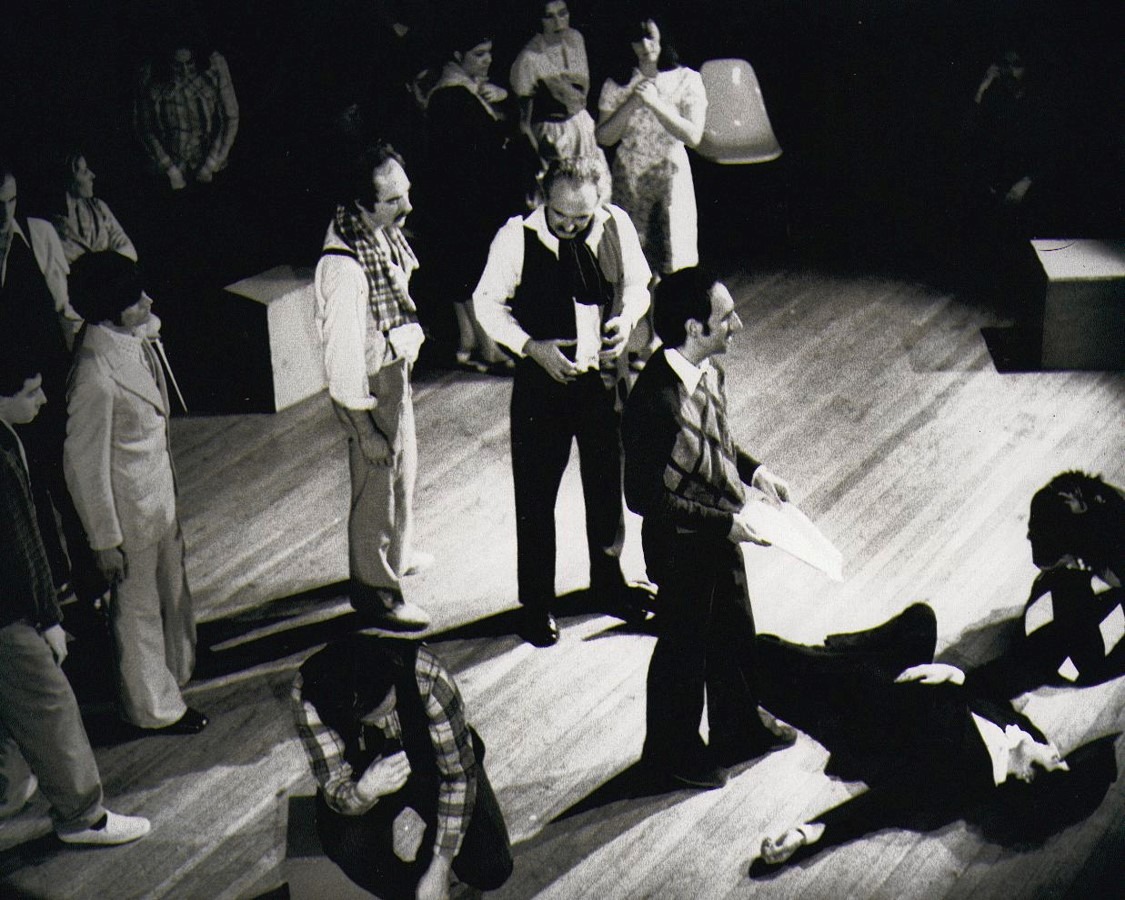
Ariel Quiroga en un ensayo en el TUBA

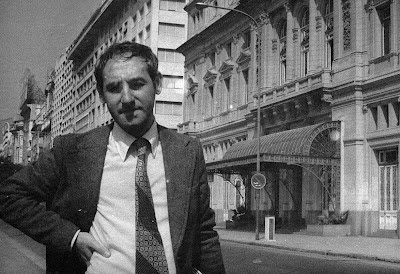
Ariel Quiroga frente al teatro Colón de Buenos Aires

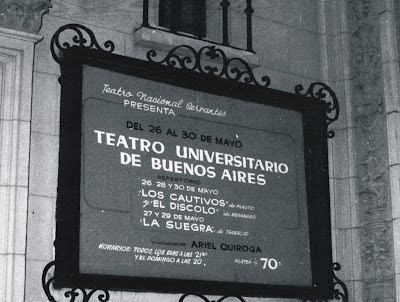
Cartel del teatro Cervantes de Buenos Aires con la presentación del TUBA

Ariel Quiroga (Buenos Aires, Argentina, 7 de agosto de 1940) ha sido un actor, director teatral, escenógrafo y formador de centros de drama, de profusa trayectoria entre los años 1956 y 1990. Actualmente vive retirado en la ciudad de Mar del Plata (prov. de Buenos Aires), atesorando sus colecciones de óperas, música clásica y películas.

## Años iniciales
Nacido en un hogar sin padre, que le dio su apellido pero al que nunca conoció, Quiroga vivió la experiencia del teatro desde muy niño, cuando su madre, con muy pocos recursos, lo llevaba a ver las obras del teatro comercial de la calle Corrientes, en los tiempos de Narciso Ibáñez Menta, Paulina Singerman, Delia Garcés y Enrique Serrano, o al Teatro Nacional Cervantes, donde la gloriosa Comedia Nacional dirigida por Orestes Caviglia, daba a conocer obras de Armando Discépolo, Samuel Eichelbaum, Carlos Gorostiza o el inolvidable “No es cordero, que es cordera”, así rebautizada por León Felipe la “Noche de reyes”, de William Shakespeare.
A los 16 años y por invitación de un amigo del barrio de Constitución donde vivía con sus abuelos, Quiroga tuvo un acercamiento a uno de los tantos grupos vocacionales que pululaban en el centro y la periferia de Buenos Aires: el “Conjunto Vocacional de Arte Escénico Delfos”.
Era una época en la que la vida cultural de Buenos Aires (como lo decía Platón de la Atenas de su tiempo) era la de una verdadera “teatrocracia”. Se respiraba teatro por todas partes. En fondos de librerías, en sótanos de bares, en recovecos de galerías de arte, los grupos vocacionales (y el Delfos no era ajeno a tales inquietudes), eran hervideros de teatristas jóvenes, en los que se discutía y se analizaba el llamado “Método” de Konstantin Stanislavski, la teoría de la “biomecánica” de Meyerhold, los avances de Bertolt Brecht en la Alemania post-nazismo hacia un teatro basado en la teoría del “distanciamiento” y los aportes en materia de teatros de alcance popular de maestros como Jacques Copeau, Charles Dullin o Jean-Louis Barrault en Francia, sin olvidar al precursor “Piccolo Teatro de Milán”, que llevaban adelante Giorgio Strehler y Paolo Grassi en Italia.
La experiencia de varios años en el Conjunto Delfos le proporciona un conocimiento integral respecto del arte de la escena. Aprende a diseñar y construir decorados, a descubrir y analizar textos olvidados (lo que le valdría que algunos años más tarde Emilio Stevanovich, en su revista Talía, lo considerase como “Uno de nuestros pocos hombres de teatro preocupados por la vivencia de la dramática menos frecuentada”.
En el Delfos, Quiroga experimenta por primera vez la función de director de actores. Sus primeras puestas en escena son “Los dos derechos”, de Gregorio de Laferrere; “La soga”, de Patrick Hamilton o “El farsante más grande del mundo”, de John Milington Synge.  

## Llegar al teatro “con los pies descalzos”
En 1958 Quiroga ingresa a uno de los más prestigiosos elencos independientes de Buenos Aires: “Los pies descalzos”, que dirigía un hombre de refinado talento: Francisco Silva. 
De él Quiroga recibe “una sólida formación ética y artística” según las palabras de Perla Zayás de Lima, investigadora del CONICET, en la página 243 de su Diccionario de Directores y Escenógrafos del Teatro Argentino y aprende algo fundamental para su posterior carrera de director: el sentido del ritmo, asociado a la precisión con la que los directores de orquesta deben abordar una partitura musical.
En “Los pies descalzos” Quiroga experimenta algo que no había conocido en los años del Delfos: el hacer funciones de martes a domingo y hasta tres funciones seguidas los fines de semana. Ha llegado, a los 18 años, a ser “un artista de teatro” plenamente dedicado a la profesión, algo que difícilmente se da en las llamadas “escuelas de teatro”, por la ausencia de experiencia directa de los aprendices sobre el escenario y el contacto con el público, donde cada función es “salir al ruedo a correr riesgos diferentes”.
Como integrante de “Los pies descalzos” Quiroga conoce también, la aventura de trabajar en escenarios al aire libre, como el Teatro del Lago, del Rosedal de Palermo o el tablado erigido frente a la fachada del Museo Saavedra. 
En 1958 la Municipalidad de la Ciudad de Buenos Aires le adjudica a Francisco Silva uno de los teatros-carpa (precarios tinglados con camarines de latón y sin baños), que se levantan en medio de la Plaza Irlanda y en Ciudad de la Paz y Mendoza, al lado de una feria.
Quiroga actúa ese año en el aplaudido rol del plomero Viramblin, en una audaz comedia de Marcel Aymé “Las cuatro verdades” y en dos obras para niños: “El perro atorrante”, de Álvaro Yunque y “Juancito estaba en la luna”, de Julián Cairol.
Es una etapa febril y agotadora. Cuando Quiroga, con 18 años, vuelve después de las funciones en la carpa (que finalizan pasada la medianoche) en el tranvía 38, a la casa de sus abuelos en Constitución, es todavía un estudiante secundario que a duras penas logrará asistir al día siguiente a las clases en el Nacional Nro. 1 “Bernardino Rivadavia”. Su mente y sus emociones ya están definitivamente entregadas a la vida de teatro.
En 1959 y en la carpa de Ciudad de la Paz y Mendoza “Los pies descalzos” estrena la tragicomedia de Juan Carlos Ghiano “Narcisa Garay, mujer para llorar” y Quiroga oficia de asistente de dirección de Francisco Silva. Es su primer contacto con los actores profesionales, con los que nunca logrará llevarse demasiado bien, al punto que jamás se afiliará a la Asociación Argentina de Actores. Preferirá sentirse siempre “un amateur”.
A fines de 1959 Francisco Silva pone en escena en el Teatro Candilejas, de Rivadavia y Florida (¡cuántos teatros de Buenos Aires que ni siquiera son hoy un recuerdo…!), la comedia de Christopher Fry “La dama no es para la hoguera” y Ariel Quiroga, que obtiene las mejores críticas en su papel del anciano Capellán que toca la viola, debe abandonar la obra en la función número 14. Todavía no ha cumplido los veinte años, pero ha contraído la tuberculosis.
Es sólo “un alto en el camino”. Tras seis meses de reposo, vuelve a la actividad teatral, absolutamente recuperado.

## Los años del Teatro 35
A fines de 1959 Quiroga ha estrenado en el Teatro 35 de Callao y Corrientes (al cual estará unido por espacio de trece años), el drama de Ugo Betti “La casa sobre el agua”. Una extensa crítica de Jorge Cruz en el diario La Nación dice en el párrafo final: “Ariel Quiroga dirigió el espectáculo e interpretó el papel de Lucas con todo acierto. Sus gestos delinearon con precisión su personaje y su recitación tradujo fielmente su exaltada fantasía”.
En años siguientes Quiroga alternará la labor de actor con la de director. En 1962 obtiene un éxito personal con su personaje de Bergetto en el drama isabelino de John Ford “Lástima que sea una perdida”, bajo la dirección de Wilfredo Ferrán y en 1963 actúa en el rol del Doctor Wren en “Uniforme blanco”, de Sidney Kingsley y en “El ensayo o El amor castigado”, de Jean Anouilh, en el rol del ridículo Villebosse, ambas dirigidas por Jorge della Chiesa.
1964 es un año de intensa labor para Quiroga, ya de 24 años. Es invitado por Jaime Jaimes, director del Teatro de la Alianza Francesa (TAF), para protagonizar, junto a Alicia Berdaxagar, la obra del vanguardista Jacques Audiberti “La casa de la Sra. Circe” (“La logeuse”).
Monta en el Teatro 35 una obra para niños de Alfonsina Storni: “Blanco, Negro, Blanco” en la que hace su debut un joven y talentosísimo actor recién egresado del Conservatorio Nacional: Antonio Gasalla y a la que el diario Clarín califica de “Bello y raro espectáculo”.
A continuación pone en escena, siempre en el 35, otra obra para niños, esta vez escrita especialmente por Cátulo Castillo: “La palabra del diablo”. Dos puestas en escena más hará Quiroga ese año 1964 en el Teatro 35: la tenue y melancólica “La cita en Senlis”, de Jean Anouilh y el denso drama de Ugo Betti “El jugador”, en traducción de Héctor Bianciotti, de quien Quiroga había sido amigo antes de su partida de la Argentina en pos de nuevos horizontes en la vieja Europa.

## Empezar de nuevo en Nuevo Teatro
Tras el fracaso de “El jugador” Quiroga se aleja del Teatro 35 buscando, también él, otros ámbitos de trabajo. Es entonces cuando decide empezar de nuevo. Se inscribe en un curso para principiantes que comenzará en marzo de 1965 en Nuevo Teatro, el heroico grupo de teatro independiente fundado en 1950 por Alejandra Boero y Pedro Asquini, quienes conocen su trayectoria y lo invitan de inmediato a formar parte del elenco, en el que están Héctor Alterio, Rubens Correa, Lucrecia Capello, Enrique Pinti y decenas más de mujeres y hombres, luchadoras y luchadores del rol esclarecedor del teatro en la sociedad.
Durante los años 1965, 1966 y parte de 1967 Quiroga integra los equipos que han de trabajar denodadamente en la construcción del Teatro Apolo, que Nuevo Teatro ha comprado con las ganancias de “Raíces”, de Arnold Wesker, pero que una vez construido y tras apenas tres años de brindarlo al público, deberá abandonarlo ante las deudas impagas, a las que el Fondo Nacional de las Artes le ha de poner la bandera de remate.
En Nuevo Teatro Quiroga dirige una obra para niños de Enrique Wernicke: “María se porta mal”, con música de Rolando Mañanes y forma parte del nutrido elenco de los sainetes de Wernicke, que con el título “Ese mundo absurdo” inauguran el Nuevo Teatro Apolo, en pleno Corrientes y Montevideo, en 1967.
También en 1967 Quiroga pasa a formar parte del elenco de “Sopa de pollo”, de Arnold Wesker, en el Apolo y en 1968 es asistente de dirección de Alejandra Boero y actúa en el rol del Príncipe de Aragón en “El mercader de Venecia”, de Shakespeare.

## La etapa del Repertorio
En 1967 Quiroga ha vuelto al Teatro 35, para dirigir una obra que será el suceso del año (y el recuerdo en años posteriores): “El viaje”, del autor libanés Georges Schehadé. Los organizadores del Primer Festival Nacional de Teatro realizado en Córdoba en septiembre de 1967 eligen a “El viaje” como el espectáculo representativo del teatro de Buenos Aires y obtiene una mención de honor.
A continuación de “El viaje” Quiroga dirige “Historia de Pablo”, adaptación teatral de Sergio Velitti de la novela “El compañero”, de Cesare Pavese y “Eurídice”, de Jean Anouilh, en 1967.
“La Arialda”, de Giovanni Testori; “Magia roja”, de Michel de Ghelderode; “Juan de la luna”, de Marcel Achard; “Lucrecia Borgia”, de Victor Hugo y “La loba”, de Giovanni Verga, en 1968; “El corazón volante”, de Claude-André Puget, “El profanador”, de Thierry Maulnier, “El doctor y los demonios”, de Dylan Thomas y “Los dos hidalgos de Verona”, de Shakespeare, en 1969; “Los gorriones de Saint Michel”, de Gabor Vaszary y “La duquesa de Padua”, de Oscar Wilde, en 1970.
En 1971 Quiroga estrena en Buenos Aires, en la sala Theatrón de Santa Fe y Pueyrredón, la ingeniosa comedia de Christopher Fry “Un Fénix demasiado frecuente”, con los auspicios del Consejo Británico de Relaciones Culturales.
En 1972 participa como actor, en el rol de Corvino, en la puesta que Raúl Baroni realiza del clásico de Ben Johnson “Volpone”. Ese mismo año filma en Super-8 un largo metraje de una hora de duración, basado en el cuento de Horacio Quiroga “El solitario”, que se exhibe en UNCIPAR (Asociación de Cineístas de Paso Reducido).

## La creación del TUBA
A mediados de 1974 se le presenta a Ariel Quiroga la oportunidad de concretar un viejo anhelo: la creación de un Centro de Drama universitario, como los que existen desde tiempo inmemorial en las casas de Altos Estudios de Europa.
Ese Centro de Drama, que se corporiza en mayo de 1975 con la presentación de más de cien jóvenes universitarios de todas las carreras, con una Cabalgata evocativa del sainete rioplatense en el Centro Cultural San Martín, ha de llegar a concretar nueve temporadas consecutivas, con presentación de espectáculos gratuitos todos los fines de semana en un viejo edificio de la UBA, en Corrientes 2038 (hoy sede del Centro Cultural Ricardo Rojas), además de actuaciones en el Teatro Nacional Cervantes (como figura en la pag.311 en el libro "Historia del Teatro Nacional Cervantes" de Beatriz Seibel, el Teatro Regio de Colegiales, el Teatro Auditorium, de Mar del Plata, la Sala de las Américas de la Universidad Nacional de Córdoba y un repertorio en el que figuran los nombres de Terencio, Plauto, Esquilo, Sófocles, Moliere, Shakespeare, Henrik Ibsen, Calderón de la Barca, Pirandello, Oscar Wilde, Armando Discépolo, Juan Carlos Ghiano, Alejandro Casona, Francisco de Ávila, Georg Büchner, Martha Lehmann, Anton Chéjov, Alexander Pushkin, Alberto Wainer, Menandro, Junji Kinoshita, Enrique Wernicke, John Synge y unos cuántos más, recibe de parte del Rectorado de la UBA la denominación de Teatro de la Universidad de Buenos Aires, pero nunca es oficializado.
El público que asiste masivamente a sus espectáculos lo conoce como “el TUBA”. Amenazas, censuras, abandono, prohibiciones, hacen que en junio de 1983 Quiroga abandone la lucha. Su renuncia y la de todos los jóvenes que están en ese momento en el teatro hace que el diario Clarín titule en una nota a toda página “Desaparece el Teatro de la Universidad”.
Los nueve años de Quiroga dirigiendo y sosteniendo el TUBA son resumidos con estas palabras por Perla Zayás de Lima, investigadora del CONICET, en las páginas 243/44 de su Diccionario de Directores y Escenógrafos del Teatro Argentino: “Su labor al frente del Teatro de la Universidad de Buenos Aires, intensa y continuada, convocó a un fervoroso público que lo acompañó alrededor de una década y lo convirtió en uno de los pioneros del teatro universitario en la Argentina” 

## La experiencia final: el “Drama-Lab”
Dos años después del cierre del TUBA, en 1985, Quiroga intenta otra quijotada: la creación del “DRAMA-LAB”, un experimento de teatro ritual sin texto, que se lleva a cabo también con decenas de jóvenes entusiastas como los del TUBA, durante todo un año, en el Centro Cultural Ciudad de Buenos Aires y se presenta ante el público en la muestra “Teatrazo ‘85”.
En 1990 Quiroga es convocado por la Asociación Amigos de la Danza del Teatro Colón para dictar una conferencia en el Teatro Nacional Cervantes sobre los orígenes del mito que dio lugar al nacimiento del teatro, durante las fiestas en honor de Dionisos, en la Grecia Clásica.
A los 50 años, Quiroga abandona el teatro para siempre. Hoy, a los 82, se dedica a subir videos a YouTube con sus recuerdos, que dedica a los teatristas jóvenes de la actualidad.